# National Society of Film Critics Award/Bester Nebendarsteller

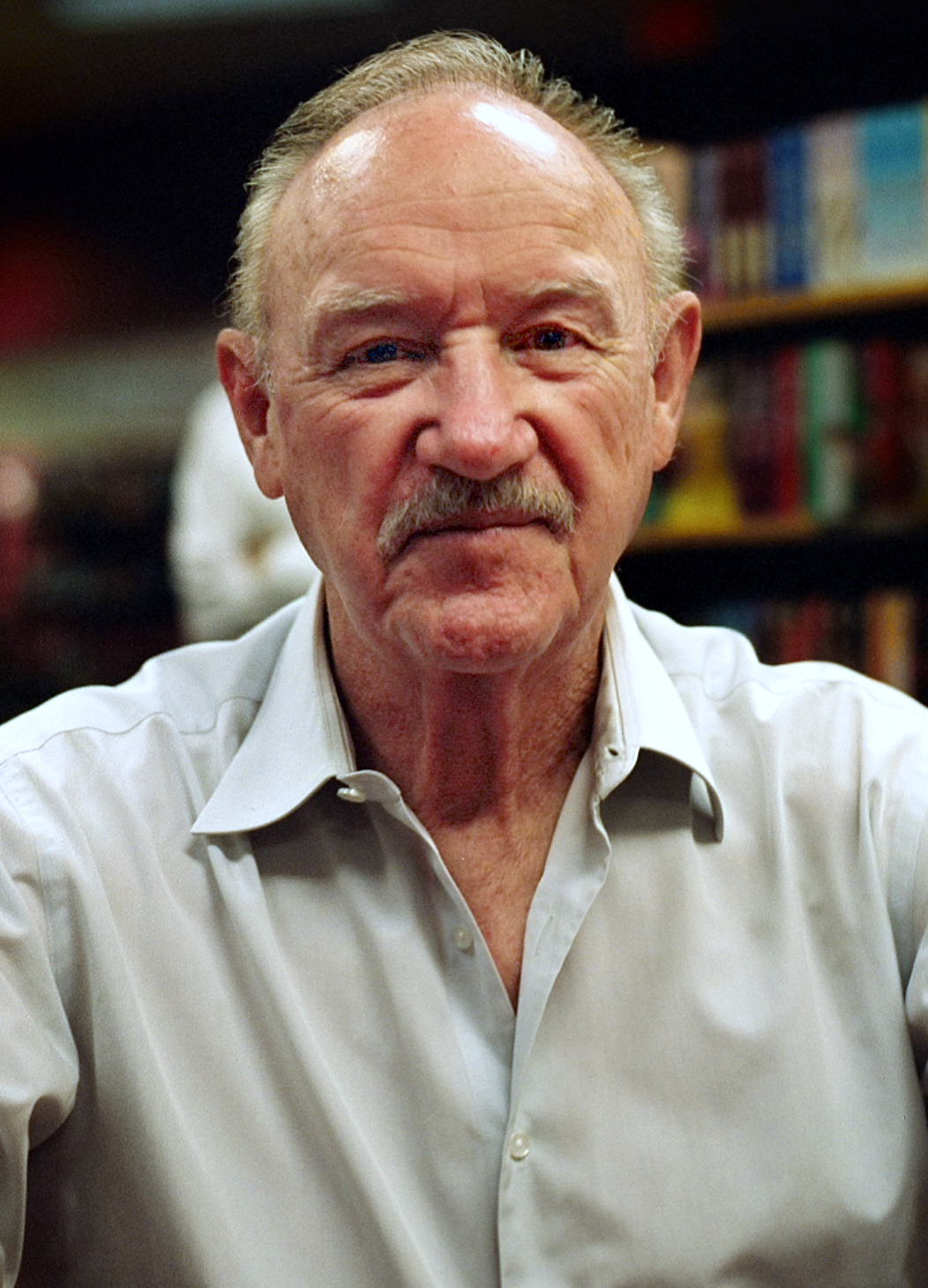
Zweimal geehrt: der US-Amerikaner Gene Hackman

Gewinner des Preises der National Society of Film Critics in der Kategorie Bester Nebendarsteller (Best Supporting Actor). Die Auszeichnungen werden alljährlich Anfang Januar für die besten Filmproduktionen und Filmschaffenden des zurückliegenden Kalenderjahres präsentiert. 1975 und 1977 fanden jeweils zwei Preisverleihungen im Januar und Dezember statt, woraufhin der National Society of Film Critics Award im Jahr 1976 und 1978 nicht vergeben wurde.
Am erfolgreichsten in dieser Kategorie waren die US-amerikanischen Schauspieler Gene Hackman und Jack Nicholson, die den Preis je zweimal gewinnen konnten. Elfmal gelang es der Filmkritikervereinigung vorab, den Oscar-Gewinner zu präsentieren, zuletzt im Jahr 2020 geschehen, als sich der US-Amerikaner Brad Pitt (Once Upon a Time in Hollywood) in die Siegerliste eintragen konnte. 2010 setzte sich mit Christoph Waltz (Inglourious Basterds) erstmals ein Schauspieler aus dem deutschsprachigen Raum durch.
Bei der letzten Preisvergabe im Jahr 2022 gewann der norwegische Schauspieler Anders Danielsen Lie (Der schlimmste Mensch der Welt, 54 Punkte) vor dem Franzosen Vincent Lindon (Titane, 33 Punkte) sowie den punktgleichen Mike Faist (West Side Story) und Kodi Smit-McPhee (The Power of the Dog) mit je 26 Punkten.
| Jahr | Preisträger          | Filmtitel                                                  | Deutscher Verleihtitel                                       |
| ---- | -------------------- | ---------------------------------------------------------- | ------------------------------------------------------------ |
| 1968 | Gene Hackman         | Bonnie and Clyde                                           | Bonnie und Clyde                                             |
| 1969 | Seymour Cassel       | Faces                                                      | Gesichter                                                    |
| 1970 | Jack Nicholson       | Easy Rider                                                 | Easy Rider                                                   |
| 1971 | Dan George           | Little Big Man                                             | Little Big Man                                               |
| 1972 | Bruce Dern           | Drive, He Said                                             | Drive, He Said                                               |
| 1973 | Eddie Albert         | The Heartbreak Kid                                         | Pferdewechsel in der Hochzeitsnacht                          |
| 1973 | Joel Grey*           | Cabaret                                                    | Cabaret                                                      |
| 1974 | Robert De Niro       | Mean Streets                                               | Hexenkessel                                                  |
| 1975 | Holger Löwenadler    | Lacombe Lucien                                             | Lacombe, Lucien                                              |
| 1975 | Henry Gibson         | Nashville                                                  | Nashville                                                    |
| 1977 | Jason Robards*       | All the President’s Men                                    | Die Unbestechlichen                                          |
| 1977 | Edward Fox           | A Bridge Too Far                                           | Die Brücke von Arnheim                                       |
| 1979 | Richard Farnsworth   | Comes a Horseman                                           | Eine Farm in Montana                                         |
| 1979 | Robert Morley        | Who Is Killing the Great Chefs of Europe?                  | Die Schlemmer-Orgie                                          |
| 1980 | Frederic Forrest     | Apocalypse Now The Rose                                    | Apocalypse Now The Rose                                      |
| 1981 | Joe Pesci            | Raging Bull                                                | Wie ein wilder Stier                                         |
| 1982 | Robert Preston       | S.O.B.                                                     | Hollywoods letzter Heuler – S.O.B.                           |
| 1983 | Mickey Rourke        | Diner                                                      | American Diner                                               |
| 1984 | Jack Nicholson*      | Terms of Endearment                                        | Zeit der Zärtlichkeit                                        |
| 1985 | John Malkovich       | The Killing Fields Places in the Heart                     | The Killing Fields – Schreiendes Land Ein Platz im Herzen    |
| 1986 | John Gielgud         | Plenty The Shooting Party                                  | Eine demanzipierte Frau Die letzte Jagd                      |
| 1987 | Dennis Hopper        | Blue Velvet                                                | Blue Velvet                                                  |
| 1988 | Morgan Freeman       | Street Smart                                               | Glitzernder Asphalt                                          |
| 1989 | Dean Stockwell       | Married to the Mob Tucker: The Man and His Dream           | Die Mafiosi-Braut Tucker                                     |
| 1990 | Beau Bridges         | The Fabulous Baker Boys                                    | Die fabelhaften Baker Boys                                   |
| 1991 | Bruce Davison        | Longtime Companion                                         | Freundschaft fürs Leben                                      |
| 1992 | Harvey Keitel        | Bugsy Thelma & Louise                                      | Bugsy Thelma & Louise                                        |
| 1993 | Gene Hackman*        | Unforgiven                                                 | Erbarmungslos                                                |
| 1994 | Ralph Fiennes        | Schindler’s List                                           | Schindlers Liste                                             |
| 1995 | Martin Landau*       | Ed Wood                                                    | Ed Wood                                                      |
| 1996 | Don Cheadle          | Devil in a Blue Dress                                      | Teufel in Blau                                               |
| 1997 | Martin Donovan       | The Portrait of a Lady                                     | Portrait of a Lady                                           |
| 1997 | Tony Shalhoub        | Big Night                                                  | Big Night                                                    |
| 1998 | Burt Reynolds        | Boogie Nights                                              | Boogie Nights                                                |
| 1999 | Bill Murray          | Rushmore                                                   | Rushmore                                                     |
| 2000 | Christopher Plummer  | The Insider                                                | Insider                                                      |
| 2001 | Benicio del Toro*    | Traffic                                                    | Traffic – Macht des Kartells                                 |
| 2002 | Steve Buscemi        | Ghost World                                                | Ghost World                                                  |
| 2003 | Christopher Walken   | Catch Me If You Can                                        | Catch Me If You Can                                          |
| 2004 | Peter Sarsgaard      | Shattered Glass                                            | Shattered Glass                                              |
| 2005 | Thomas Haden Church  | Sideways                                                   | Sideways                                                     |
| 2006 | Ed Harris            | A History of Violence                                      | A History of Violence                                        |
| 2007 | Mark Wahlberg        | The Departed                                               | Departed – Unter Feinden                                     |
| 2008 | Casey Affleck        | The Assassination of Jesse James by the Coward Robert Ford | Die Ermordung des Jesse James durch den Feigling Robert Ford |
| 2009 | Eddie Marsan         | Happy-Go-Lucky                                             | Happy-Go-Lucky                                               |
| 2010 | Paul Schneider       | Bright Star                                                | Bright Star                                                  |
| 2010 | Christoph Waltz*     | Inglourious Basterds                                       | Inglourious Basterds                                         |
| 2011 | Geoffrey Rush        | The King’s Speech                                          | The King’s Speech                                            |
| 2012 | Albert Brooks        | Drive                                                      | Drive                                                        |
| 2013 | Matthew McConaughey  | Magic Mike Bernie                                          | Magic Mike Bernie – Leichen pflastern seinen Weg             |
| 2014 | James Franco         | Spring Breakers                                            | Spring Breakers                                              |
| 2015 | J. K. Simmons*       | Whiplash                                                   | Whiplash                                                     |
| 2016 | Mark Rylance*        | Bridge of Spies                                            | Bridge of Spies – Der Unterhändler                           |
| 2017 | Mahershala Ali*      | Moonlight                                                  | Moonlight                                                    |
| 2018 | Willem Dafoe         | The Florida Project                                        | The Florida Project                                          |
| 2019 | Steven Yeun          | 버닝 (Burning)                                             | Burning                                                      |
| 2020 | Brad Pitt*           | Once Upon a Time in Hollywood                              | Once Upon a Time in Hollywood                                |
| 2021 | Paul Raci            | Sound of Metal                                             | Sound of Metal                                               |
| 2022 | Anders Danielsen Lie | Verdens verste menneske                                    | Der schlimmste Mensch der Welt                               |

* = Schauspieler, die für ihre Rolle später den Oscar als Bester Nebendarsteller des Jahres gewannen